# Georgij Plechanov
Georgij Valentinovitj Plechanov (ryska Георгий Валентинович Плеханов), född 29 november 1856 i Gudalovka, Guvernementet Tambov, död 17 maj 1918 i Terijoki, var en rysk filosof och marxistisk teoretiker. Han brukar kallas ”den ryska marxismens fader”.

## Biografi
Plechanov studerade till en början ingenjörsvetenskap men måste 1880 på grund av illegal revolutionär verksamhet fly från Ryssland till Västeuropa. Här lärde han känna marxismen och blev snart ledare för den lilla grupp av politiska flyktingar, som i skapandet av en modern arbetarrörelse såg den grundläggande förutsättningen för störtandet av tsarens envälde. Tillsammans med Pavel Akselrod och Vera Zasulitj grundade Plechanov 1883 den första socialdemokratiska ryska organisationen Osvobzjenie truda ("Arbetets befrielse"), ur vilken efterhand det socialdemokratiska partiet i Ryssland växte fram. Under 1890-talet var han rörelsens obestridde ledare och ledde från Genève och Paris partiets illegala verksamhet i hemlandet. I den häftiga striden mellan mensjeviker och bolsjeviker försökte Plechanov att inta en medlande ståndpunkt men trängdes efterhand undan och förlorade sitt politiska inflytande.
Han gled med tiden allt längre åt höger, ställde sig under första världskriget öppet i ledningen för en imperialistisk rysk erövringspolitik och bekämpade fram till sin död oktoberrevolutionen 1917.
Historiskt sett var Plechanov betydelsefull som den moderna arbetarrörelsens skapare i Ryssland, och även en av marxismens främsta teoretiska förkämpar efter Karl Marx och Friedrich Engels. Han såg i marxismen inte bara en metodlära utan även ett slutet filosofisk system, en historisk syntes mellan Baruch Spinozas och de franska 1700-talsmaterialisternas monistiska naturuppfattning på den ena sidan och Friedrich Hegels dialektiska utvecklingslära å den andra. I boken Om personlighetens roll i historien' (originalets titel: K voprosu o roli litjnosti v istorii) från 1898 utforskar Plechanov bland annat huruvida en enskild kan välja sitt öde eller handlingsrutt, eller om fallet är sådant att detta redan är predestinerat, men även vad som orsakar sociala rörelser i samhället, och huruvida dessa beror på "hjältar" inom samhället.
Lenin såg Plechanov som sin lärare och förklarade "... att man icke kan bli en medveten, verklig kommunist utan att studera – just studera – allt som är skrivet av Plechanov om filosofin ...". Lenin och bolsjevikerna valde att hylla Plechanov med en staty efter hans död 1918.
Plechanov fick 1924 låna sitt namn åt handelshögskolan i Moskva. Den grundades 1907 och hette då Moskvas handelsinstitut, vilket 1919 ändrades till Moskvas Karl Marx-institut för nationalekonomi, 1924 till Plechanov-institutet för nationalekonomi och 1992 till Plechanovs ryska ekonomiska akademi (ryska: Российская экономическая академия им. Г. В. Плеханова).